# リューローの定理
数学において、リューローの定理 (Lüroth's theorem) は、Jacob Lüroth にちなんで名づけられているが、体論の結果であって、有理多様体と関係がある。定理が述べているのは、{\displaystyle K(X)} の部分体でもある体 {\displaystyle K} のすべての体拡大は単拡大であるというものである。

## 定理のステートメント
{\displaystyle K} を体とし {\displaystyle M} を {\displaystyle K} と不定元 X に対して {\displaystyle K(X)} の間の中間体とする。するとある有理関数 {\displaystyle f(X)\in K(X)} が存在して {\displaystyle M=K(f(X))} である。換言すれば、{\displaystyle K} と {\displaystyle K(X)} の間のすべての中間拡大は単拡大である。
リューローの定理の証明は有理曲線の理論から容易に種数の幾何学的概念を用いて得られる。リューローの定理は一般に初等的でないと考えられているにもかかわらず、体論の基本だけを使ったいくつかの短い証明が長い間見つかってきた。実質的にはすべてのこれらの単純な証明は原始多項式に関するガウスの補題を主要なステップとして使う（例えば  を見よ）。